# Dylan Sprayberry
Dylan Muse Sprayberry est un acteur et musicien américain, né le 7 juillet 1998 à Houston au Texas. Il se fait connaître grâce au rôle de Liam Dunbar dans la série télévisée Teen Wolf (2014-2017) et de Henry Richmond dans la série Light as a Feather (2018-2019), ainsi que le rôle de Clark Kent, adolescent, dans le long métrage Man of Steel (2013).

## Biographie

### Jeunesse et formation
Dylan Sprayberry naît le 7 juillet 1998 à Houston, en Texas. Il a une jeune sœur Ellery (née en octobre 2000), qui est également actrice. À l'âge de trois ans, il décroche son premier rôle grâce au message d'intérêt public (en) pour PBS.
Il assiste aux cours à la West University Elementary.

### Carrière
Dylan Sprayberry commence sa carrière d'acteur, en 2007, à l'âge de 9 ans : il apparaît dans le court métrage The Sunday Man de Danielle Shamash. La même année, il interprète le jeune Steven dans le long métrage sud-coréen My Father (마이 파더) de Hwang Dong-hyeok.
En 2008, il fait une petite apparition dans les séries télévisées iCarly, MADtv et Esprits Criminels (Criminal Minds), ainsi que dans deux épisodes de la série State of the Union et dans la comédie familiale Maman coach (Soccer Mom) de Gregory McClatchy.
En 2013, il interprète le jeune Clark Kent dans le film de super-héros Man of Steel de Zack Snyder, aux côtés d'Amy Adams, Michael Shannon, Diane Lane et Kevin Costner,,. Pour ce film, il est nommé meilleur jeune acteur à la 40e cérémonie des Saturn Awards en 2014.

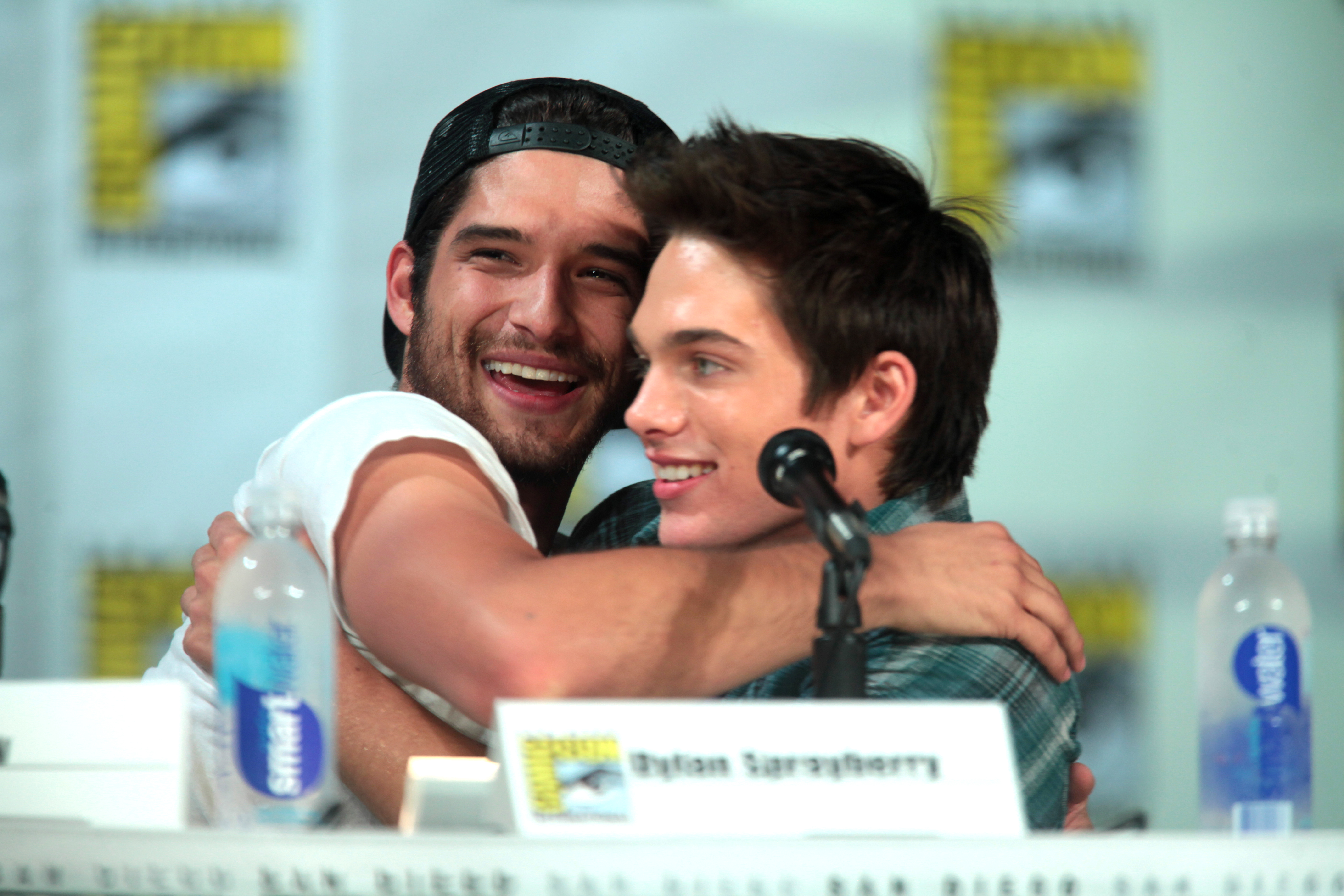
Tyler Posey et Dylan Sprayberry au Comic-Con de San Diego, en 2014.

En 2014, il devient Liam Dunbar qui se fait mordre le bras par Scott McCall — interprété par Tyler Posey — et se trouve métamorphoser en loup-garou au début de la quatrième saison de la série d'horreur Teen Wolf, jusqu'en 2017. Pour ce rôle, il est nommé meilleur jeune acteur de télévision à la 42e cérémonie des Saturn Awards en 2016.
En 2018, il est Henry Richmond, étudiant athlétique et frère d'Olivia, dans la série fantastique Light as a Feather.

## Filmographie

### Longs métrages
- 2007 : My Father (마이 파더) de Hwang Dong-hyeok : Steven, jeune
- 2008 : Maman coach (Soccer Mom) de Gregory McClatchy : Sammy Handler
- 2009 :  Le Monde (presque) perdu (Land of the Lost) de Brad Silberling : le gosse du puits de bitume (non crédité)
- 2009 : Reconciliation de Chad Ahrendt : Grant, 10 ans
- 2009 : Les deux font la père (Old Dogs) de Walt Becker : le jeune footballeur charmant
- 2010 : Bedrooms de Youssef Delara, Michael D. Olmos et Victor Teran : Max
- 2011 : Les Copains et la Légende du chien maudit (Spooky Buddies: The Curse of the Howlloween Hound) de Robert Vince : Rodney (vidéo)
- 2011 : Shuffle de Kurt Kuenne : Lovell, jeune
- 2013 : Man of Steel de Zack Snyder : Clark Kent, 13 ans
- 2014 : Cry of the Butterfly de Mihailo Stanich : le gosse sans abri
- 2016 : Vanished de Larry A. McLean : Flynn
- 2018 : The Row de Matty Beckerman : Carter West
- 2020 : Angie: Lost Girls de Julia Verdin : Mario
- 2021 : Malibu Horror Story de Scott Slone : Josh Davidson
- 2023 : Teen Wolf: The Movie de Russell Mulcahy : Liam Dunbar

### Courts métrages
- 2007 : The Sunday Man de Danielle Shamash : Bully
- 2009 : The Honeysting d'Alexa-Sascha Lewin : Andy Wilder
- 2010 : Seamus and Magellan d'Allyson Schwarz : Sam
- 2021 : Blow'n Up de Richie Chance et Tim Chonacas : Eli

### Télévision

#### Téléfilms
- 2008 : Spaced de Charles Stone III : le garçon-chèvre
- 2009 : Cadeau d'adieu (Chasing a Dream) de David Burton Morris : John Van Horn, 8 ans
- 2009 : Le Noël des petites terreurs (The Three Gifts) de David S. Cass Sr : Mike Crane

#### Séries télévisées
- 2008 : iCarly : Matthew (saison 1, épisode 25 : iHave a Lovesick Teacher)
- 2008 : MADtv : Tyler (saison 14, épisode 2)
- 2008 : Esprits criminels (Criminal Minds) : Sam Cunningham (saison 4, épisode 10 : Brothers in Arms)
- 2008-2009 : State of the Union : Jesse (2 épisodes)
- 2012 : Glee : Cooper Anderson, jeune (saison 3, épisode 15 : Big Brother)
- 2012 : Wes et Travis (Common Law) : Hunter (saison 1, épisode 2 : Ride-Along)
- 2014-2017 : Teen Wolf : Liam Dunbar (49 épisodes)
- 2018-2019 : Light as a Feather : Henry Richmond (18 épisodes)

#### Clip vidéo
- 2014 : I Like It Like This, interprétée par Alexis Wilkin

## Distinctions

### Nominations
- Saturn Awards 2014 : meilleur jeune acteur dans Man of Steel
- Saturn Awards 2016 : meilleur jeune acteur de télévision pour Teen Wolf